# 龐炳勛
龎炳勳（1879年10月25日—1963年1月12日），字更陳，1879年10月25日生於河北省新河縣，中華民國陸軍二級上將。

## 生平

### 國民政府时期
龎炳勛屬於馮玉祥国民军孫岳所指揮的國民軍第三軍副官長兼第二混成旅旅長，駐地天津，龎炳勛兼任天津鎮守使。民國十五年（1926）3月在孫岳病倒後，駐紮直隸省的西北軍部隊各自突圍，龎炳勛部在突圍過程中遭到直系與奉系部隊包圍，最後在吳佩孚遊說投降直系，第二混成旅被收編更名為第十二混成旅，駐地石家莊。
同年，國民革命軍北伐，龎炳勛作為直系部隊南調河南省，防禦國民革命軍北上。但是在駐防信陽市時，龎炳勛企圖背叛直系，並與西北軍舊識樊鍾秀聯繫試圖夾擊同時駐守信陽的田維勤部隊。但是此背叛計畫在樊鍾秀部隊未到位的情況下計劃失敗，第十二混成旅遭到重創，龎炳勛帶領部隊逃入直系軍閥靳雲鶚控制區接受其編遣，殘部被改編為河南保衛軍第11師，師長仍由龎炳勛擔任。同年冬季，龎炳勛與中國國民黨中央委員王法勤接觸，被王法勤勸誘投靠廣州國民政府，並被私下授予國民革命軍暫編第五軍的番號。
民國十六年（1927），作為河南保衛軍的一員，龎炳勛指揮的河南保衛軍第11師先是升格為河南保衛軍第三軍。同年初，在部隊調動至與國民革命軍接壤區時，龎炳勛向當時對陣的唐生智通聯歸順，轉入國民革命軍麾下，成為國民革命軍暫編第五軍。
四一二事件後，龎炳勛加入了武漢國民政府，但隨後拒絕了武漢政府下達對抗南京國民政府部隊的指令，且違令將部隊北調，歸順馮玉祥所率領的國民革命軍第二集團軍（前國民軍）。其部隊編號變更為國民革命軍第二十軍，投入國民革命軍北伐。
北伐結束後，二十軍南調河南省安陽，縮編為陸軍暫編第十四師。蔣馮戰爭期間，龎炳勛部隊曾重創遭收買背叛馮玉祥的韓復榘，戰後龎炳勛獲得馮玉祥的嘉獎。
中原大戰時，龎炳勛部並沒有顯著戰功，大戰末期西北軍遭到東北軍與北伐軍夾擊而倒戈投靠張學良，在投降前為了補充失去的兵力，偷襲仍為友軍的張自忠部隊，造成日後兩人關係不和。
在中原大戰後，龎炳勛與部隊逃入山西省沁縣，因失去奧援曾一度無以為繼，僅有當時駐紮山西的舊識徐永昌接濟避免部隊潰散。民國二十年（1931），張學良派富占魁前往沁縣收編龎炳勛部隊，改名為陸軍步兵第一師，同年夏天更名為國民革命軍第39師，同年秋天，其部隊改編為國民革命軍第四十軍，龎炳勛任軍長，雖然為步兵軍番號，但該軍下屬兵力只有一個39師，同時龎炳勛也缺乏自有收入的根據地，只能倚賴張學良撥發的軍餉維持部隊生存，成為其西北軍大老不相稱的雜牌軍級單位。在東北軍失去領土後，龎炳勳與旗下部隊長期駐紮在河南。

### 抗日战争时期
抗戰時亦響應國民政府開赴前線作戰，在徐州會戰時以一師之兵擋住了日軍第5師團進攻臨沂，並成功支撐到張自忠率領五十九軍前來救援擊退來犯日軍，成為台兒莊戰役勝利的基石。因徐州會戰軍功，龎炳勳升官為第三軍團軍團长兼任第四十军军长兼任第三十九师师长。民國28年升任第24集團軍總司令，民國29年兼任河北省主席、中央監察委員。
在河北省作戰上主要是依靠敵後游擊戰為主，隨著日軍在華北的反游擊、清勦掃蕩下，24集團軍在當地折兵損將。

### 投日
1943年4月日軍發動太行山戰役掃蕩當地的24集團軍主力，在孤立無援的情况下加上先前降日的舊部孫殿英的勸說於1943年5月投降日本，並於汪精衛政權中任暫編二十四集團軍總司令一職，後任開封綏靖公署主任，然而其降日後仍有相當大的獨立運作空間，任職之處成為重慶政府與南京政府的中介處，成為各方溝通的橋梁，因此國民政府在戰後並未對其究責。
1945年二次世界大戰結束，龎炳勳因其軍功與敵後維持與重慶政府的聯繫等緣故，並未遭到政府清算，隨即被蔣中正任命為先遣軍司令負責受降事宜。

### 国共战争时期
1946年，在國軍第四十軍遭解放軍殲滅後，龎炳勳召集將其建立的汪偽四十軍與四十軍殘部重新整編為師，1947年中山陵哭陵事件被郭汝瑰陷害離職成為平民，流寓開封。

### 晚年
1949年隨國民政府到臺北，與孫連仲合開餐館，1963年1月12日病逝，享年85歲。